# Helmut Tischlinger
Helmut Tischlinger (* 1946) ist ein deutscher Pädagoge und Paläontologe. Er lebt in Stammham und war hauptberuflich als Lehrer im Landkreis Eichstätt tätig.
Seit 1970 ist er ehrenamtlicher Mitarbeiter des Jura-Museums Eichstätt. Er veröffentlicht besonders zur Paläontologie der jurassischen Solnhofener Plattenkalke (z. B. zur Weichteilerhaltung bei Flugsauriern) sowie zur Geologie der südlichen Frankenalb, ist aber auch Co-Autor geologischer Wanderführer anderer Regionen Deutschlands. Tischlinger ist vor allem bekannt für seine Fotografien von Solnhofen-Fossilien (auch im UV-Wellenlängenbereich), darunter auch fast alle Exemplare von Archaeopteryx. Die entsprechende Technik hat er 15 Jahre lang entwickelt.
Darüber hinaus forschte Tischlinger auch zum kambrischen Burgess-Schiefer in Kanada und zur eozänen Fossillagerstätte Monte Bolca in Italien.

## Auszeichnungen
- 2007: Ehrendoktor der Fakultät für Geowissenschaften der Ludwig-Maximilians-Universität München
- 2013: Zittel-Medaille der Paläontologischen Gesellschaft
- 2017: Ehrenmitglied des Freunde des Jura-Museums Eichstätt e. V.

## Publikationen (Auswahl)
- Helmut Tischlinger: Die oberjurassischen Plattenkalke von Daiting. In: Werner K. Weidert (Hrsg.): Klassische Fundstellen der Paläontologie. Band 4. Goldschneck-Verlag, Weinstadt, 2001, Seiten 139–151, ISBN 978-3-926129-32-1.
- Ursula B. Göhlich, Helmut Tischlinger, Luis M. Chiappe: Juravenator starki (Reptilia, Theropoda), ein neuer Raubdinosaurier aus dem Oberjura der Südlichen Frankenalb (Süddeutschland). Skelettanatomie und Weichteilbefunde. In: Archaeopteryx, Band 24, 2006, Seiten 1–26.
- Gloria Arratia, Hans-Peter Schultze, Helmut Tischlinger, Günter Viohl (Hrsg.): Solnhofen. Ein Fenster in die Jurazeit. Band 1. Verlag Dr. Friedrich Pfeil, München, 2015, ISBN 978-3-89937-075-1.
- Gloria Arratia, Hans-Peter Schultze, Helmut Tischlinger, Günter Viohl (Hrsg.): Solnhofen. Ein Fenster in die Jurazeit. Band 2. Verlag Dr. Friedrich Pfeil, München, 2015, ISBN 978-3-89937-085-0.

Heimatbücher

Tischlinger verfasste Beiträge – zumeist zur Erd- und Landschaftsgeschichte – für folgende lokalhistorische Bücher über Marktgemeinden des Landkreises Eichstätt:
- Nassenfels. 1900 Jahre Römerort. Beiträge zur Natur- und Kulturgeschichte des mittleren Schuttertales. Hercynia-Verlag, Kipfenberg, 1986, ISBN 3-925063-06-4.
- Dollnstein. 600 Jahre Markt. Natur, Kultur, Geschichte, Gegenwart. Hercynia-Verlag, Kipfenberg, 1987, ISBN 3-925063-09-9.
- Pförring. 1850 Jahre Römerort. Hercynia-Verlag, Kipfenberg, 1992, ISBN 978-3-925063-26-8
- Hepberg. Beiträge zur Natur- und Kulturgeschichte des Hepberger Umlandes. Hercynia-Verlag, Kipfenberg, 1994, ISBN 978-3-925063-36-7.
- Titting. Beiträge zur Natur- und Kulturgeschichte des mittleren Anlautertals. Hercynia-Verlag, Kipfenberg, 1999, ISBN 978-3-925063-44-2.
- Kösching I und Kösching II. 3 K-Verlag, Kösching, 2010, ISBN 978-3-924940-74-4.

Wanderführer
- Hermann Schmidt-Kaler, Helmut Tischlinger, Winfried Werner: Sulzkirchen und Sengenthal. Zwei berühmte Fossilfundstellen am Rande der Frankenalb. In der Reihe: „Wanderungen in die Erdgeschichte“, Band 4. Verlag Dr. Friedrich Pfeil, München, 1992, ISBN 978-3-923871-64-3.
- Rolf K. F. Meyer, Hermann Schmidt-Kaler, Brigitte Kaulich, Helmut Tischlinger: Unteres Altmühltal und Weltenburger Enge. In der Reihe: „Wanderungen in die Erdgeschichte“, Band 6. Verlag Dr. Friedrich Pfeil, München, 1992, ISBN 978-3-923871-83-4.